# Sporobolus bogotensis
Sporobolus bogotensis är en gräsart som beskrevs av Jason Richard Swallen och Garc.-barr. Sporobolus bogotensis ingår i släktet droppgräs, och familjen gräs. Inga underarter finns listade i Catalogue of Life.